# Storo
Storo é uma comuna italiana da região do Trentino-Alto Ádige, província de Trento, com cerca de 4.552 a ottobre 2004 habitantes. Estende-se por uma área de 62,88 km², tendo uma densidade populacional de 72 hab/km². Faz divisa com Bagolino (BS), Bondone, Borgo Chiese e Ledro.